# Josef Bergmann (arciděkan)
J.M. can. Josef Bergmann (* 22. ledna 1831 Habartice – 5. březen 1903 Liberec), byl český katolický kněz, čestný kanovník katedrální kapituly sv. Štěpána v Litoměřicích, infulovaný arciděkan v Liberci.

## Život

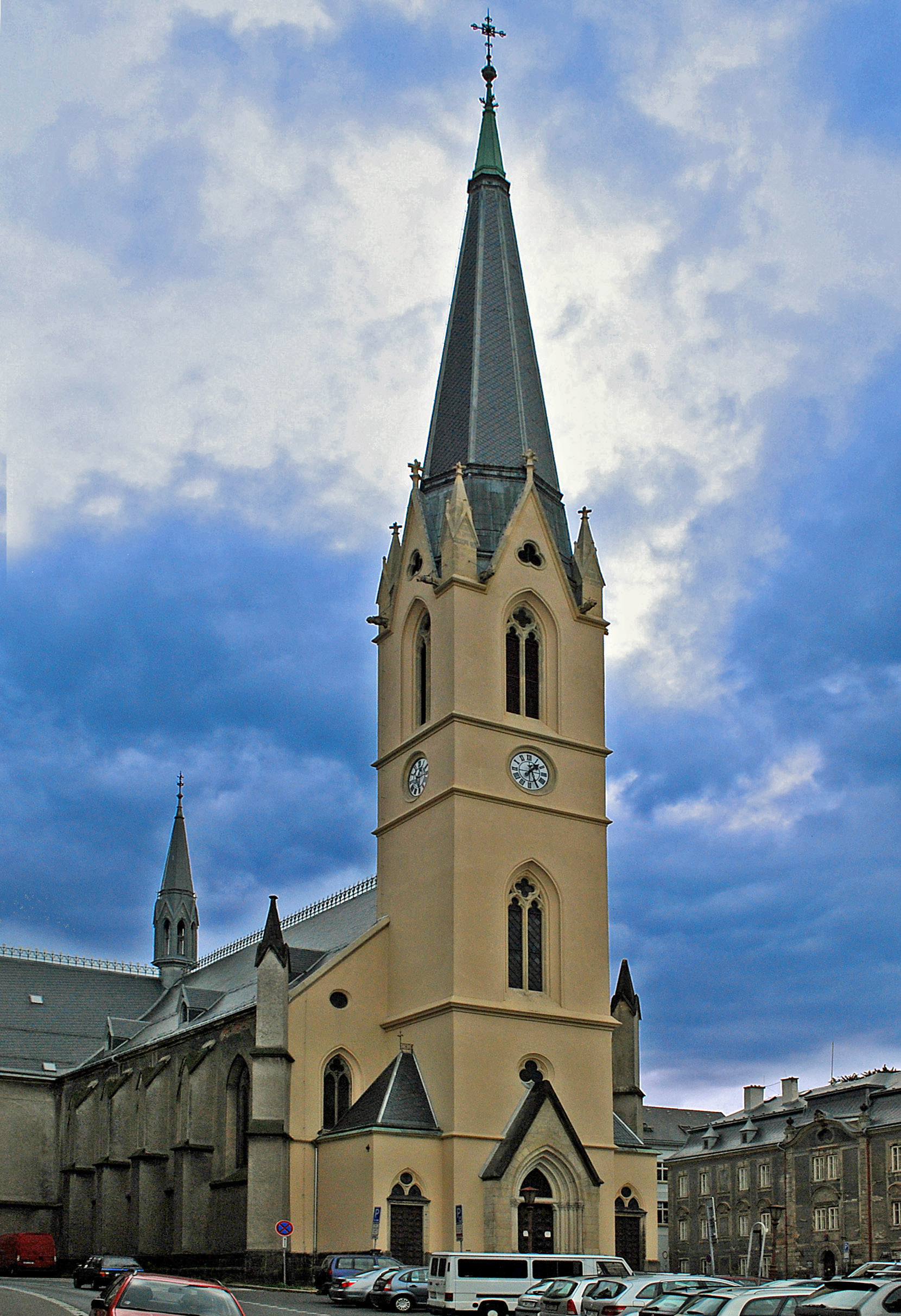
Arciděkanský kostel svatého Antonína Velikého v Liberci, ve kterém sloužil Josef Bergmann.

Na kněze byl vysvěcen 25. července 1851. V letech 1883-1896 působil ve Frýdlantě. Těžiště jeho kněžského působení však bylo arciděkanství Liberec, kde byl jmenován infulovaným arciděkanem.
Padesátileté působení v kněžské službě přineslo řadu ocenění. Litoměřický biskup ho jmenoval čestným kanovníkem svatoštěpánské kapituly a císař mu udělil rytířský Řád železné koruny III. třídy. Byl ustanoven biskupským notářem a jmenován konzistorním radou. Od 22. února 1900 jej litoměřický biskup Emanuel Jan Křtitel Schöbel dvojím dekretem jmenoval biskupský okrskovým vikářem a inspektorem pro vyučování náboženství ve školách libereckého vikariátu.
Zemřel zřejmě v noci ze 4. na 5. března 1903 a jeho pohřeb se konal 7. března za velké účasti lidu.